# Funk art
Funk art är en term som används för att beskriva (vanligtvis) amerikansk konst, vilken använder sig av överraskande material och kombinerar målning och skulptur, och som uppstod som en reaktion mot abstrakt expressionism. En företrädare för stilen är Edward Kienholz.